# Merulius
Genre
Merulius est un genre de champignons basidiomycètes non comestibles de la famille des Meruliaceae.

## Espèces du genreMerulius
- Merulius debriscola
- Merulius tremellosus